# Vicente Riva Palacio

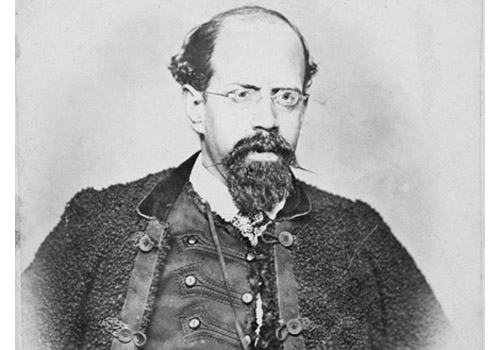
Vicente Palacio

Vicente Riva Palacio Guerrero (Mexico-Stad, 18 oktober 1832 - Madrid, 22 november 1896) was een Mexicaans schrijver, dichter, militair en politicus.
Riva Palacio was de zoon van de liberale politicus en militair Mariano Riva Palacio, die de advocaat was van Keizer Maximiliaan voor diens executie, en was van moederskant kleinzoon van de onafhankelijkheidsstrijder en president Vicente Guerrero. Tijdens de Revolutie van Ayutla en de Hervormingsoorlog stond hij aan de liberale zijde, en werd enige tijd gevangen gehouden door de conservatieven. In 1863 werd hij gouverneur van Mexico en in 1865 van Michoacán. Na de dood van generaal José María Arteaga werd hij hoofd van het centrale leger in de strijd tegen de Fransen, waarbij hij onder andere de stad Toluca innam en aanwezig was bij het beleg van Querétaro.
In 1874 bracht hij het eerste nummer uit van het bekende satirische tijdschrift El ahuizote. In 1884 werd hij gevangengezet wegens zijn kritiek op president Manuel González. In de gevangenis schreef hij het tweede deel van México a través de los siglos, een standaardwerk over de geschiedenis van Mexico. Later werd hij benoemd tot magistraat aan het hooggerechtshof, en in 1886 werd hij benoemd tot ambassadeur in Spanje, waar hij tien jaar later overleed.
- Biblioteca Nacional de España: XX1103995
- Bibliothèque nationale de France: cb121463659 (data)
- Catàleg d'autoritats de noms i títols de Catalunya: 981058518824006706
- Gemeinsame Normdatei: 128622261
- International Standard Name Identifier: 0000 0000 8132 5667
- Library of Congress Control Number: n82087719
- Nationale Bibliotheek van Tsjechië: xx0025336
- Nationale Bibliotheek van Israël: 987007279374905171
- Nederlandse Thesaurus van Auteursnamen: 07080768X
- Istituto Centrale per il Catalogo Unico: RAVV035680
- SNAC: w6tb17x3
- Système universitaire de documentation: 029945909
- Virtual International Authority File: 54185176
- WorldCat: E39PBJgRWmBkqqkhQkkGbPKrv3